# Bekarivka, Vilneansk
Bekarivka (în ucraineană Бекарівка) este un sat în comuna Kuprianivka din raionul Vilneansk, regiunea Zaporijjea, Ucraina.

## Demografie
Componența lingvistică a localității Bekarivka
     Ucraineană (84,47%)
     Rusă (15,07%)
     Alte limbi (0,46%)
Conform recensământului din 2001, majoritatea populației localității Bekarivka era vorbitoare de ucraineană (84,47%), existând în minoritate și vorbitori de rusă (15,07%).